# Halosphaeriopsis mediosetigera
Halosphaeriopsis mediosetigera — вид грибів, що належить до монотипового роду  Halosphaeriopsis.